# Suraj Gupta
Suraj Gupta N. (* 1. prosince 1924) je americký teoretický fyzik indického původu, známý pro své práce v oblasti kvantové teorie pole.

## Vzdělání a kariéra
Gupta získal doktorský titul na univerzitě v Cambridgi a během let 1948-1949 pracoval v ústavu pro pokročilá studia v Dublinu. Mezi roky 1951 a 1953 působil na University of Manchester. Roku 1953 nastoupil jako hostující profesor na Purdueovu univerzitu a zůstal tam až do roku 1956. Poté přijal profesorské místo na Wayne State University v Detroitu.

## Práce
Gupta představil v roce 1950 nezávisle na Konradu Bleulerovi Guptův–Bleulerův formalismus, tedy kvantování v kvantové elektrodynamice, které má kovariantní Lorenzovu kalibrační podmínku nedefinované metriky v Hilbertově prostoru stavů. Z tohoto vycházely některé z prvních pokusů snažící se o odvození rovnic obecné teorie relativity z kvantové teorie pole pro částici s nulovou klidovou hmotností a spinem dva (graviton). Podobnou práci udělal rovněž Robert Kraichnan v roce 1940 (zveřejněna ale až v roce 1955) a později roku 1960 Richard Feynman a Steven Weinberg. Poté Gupta pracoval v různých oblastech kvantové teorie pole částicové fyziky, včetně kvantové chromodynamiky.